# Curan
Curan (okzitanisch: Curanh) ist eine französische Gemeinde im Département Aveyron in der Region Okzitanien (vor 2016: Midi-Pyrénées) mit 302 Einwohnern (Stand: 1. Januar 2022). Sie gehört zum Kanton Raspes et Lévezou im Arrondissement Millau. Die Einwohner werden Curanais genannt. 

## Geografie
Curan liegt etwa 22 Kilometer nordwestlich von Millau und etwa 28 Kilometer südöstlich von Rodez in einem der südlichen Ausläufer des Zentralmassivs in einer waldreichen Region. Umgeben wird Curan von den Nachbargemeinden Ségur im Norden, Vézins-de-Lévézou im Nordosten und Osten, Saint-Laurent-de-Lévézou im Osten, Saint-Beauzély im Südosten, Castelnau-Pégayrols im Südosten und Süden, Salles-Curan im Süden und Westen sowie Prades-Salars im Nordwesten.

## Bevölkerungsentwicklung
| Jahr                       | 1962 | 1968 | 1975 | 1982 | 1990 | 1999 | 2006 | 2019 |
| -------------------------- | ---- | ---- | ---- | ---- | ---- | ---- | ---- | ---- |
| Einwohner                  | 494  | 510  | 439  | 408  | 357  | 302  | 301  | 295  |
| Quellen: Cassini und INSEE |      |      |      |      |      |      |      |      |

## Sehenswürdigkeiten

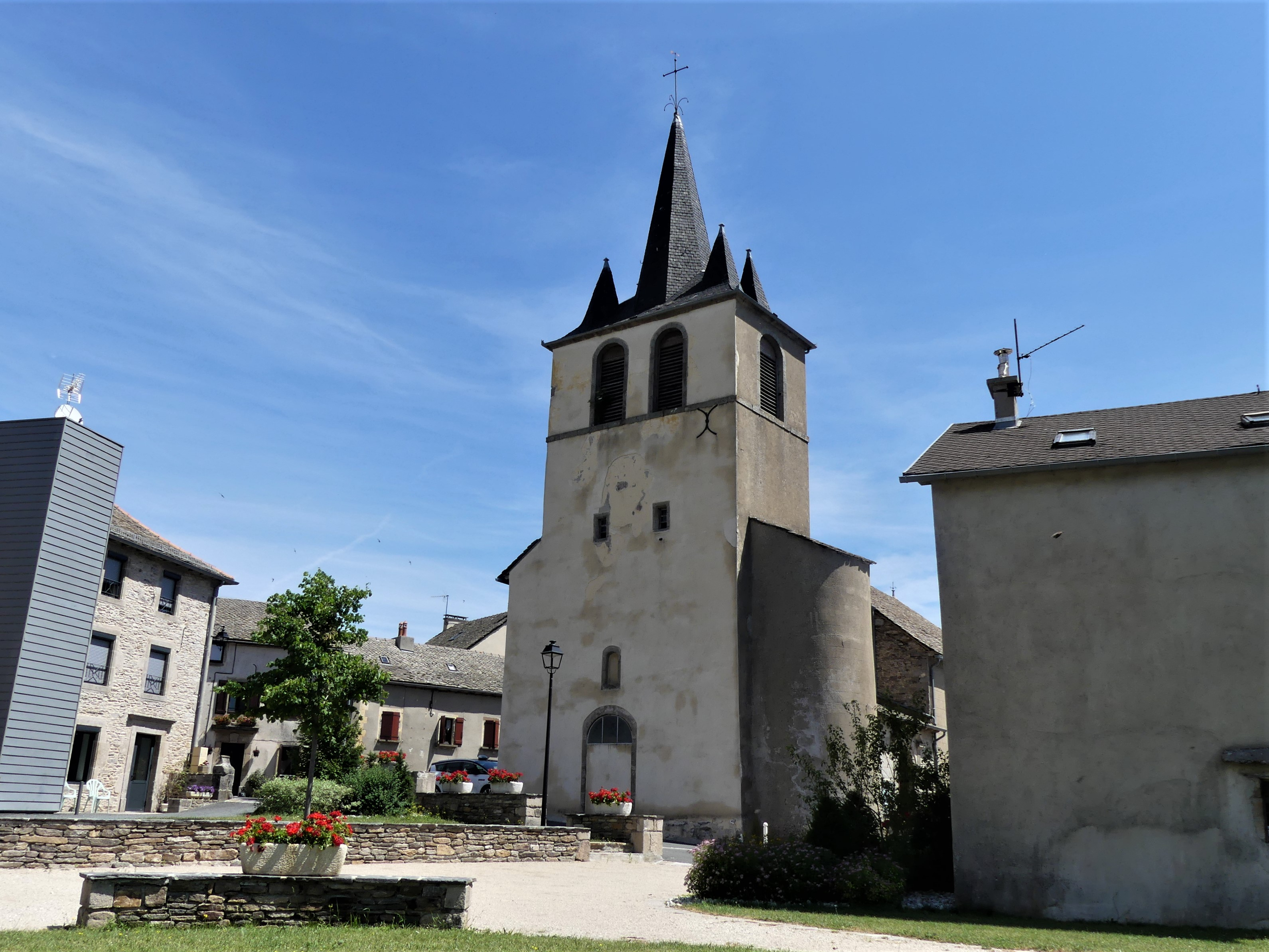
Kirche Saint-Pierre
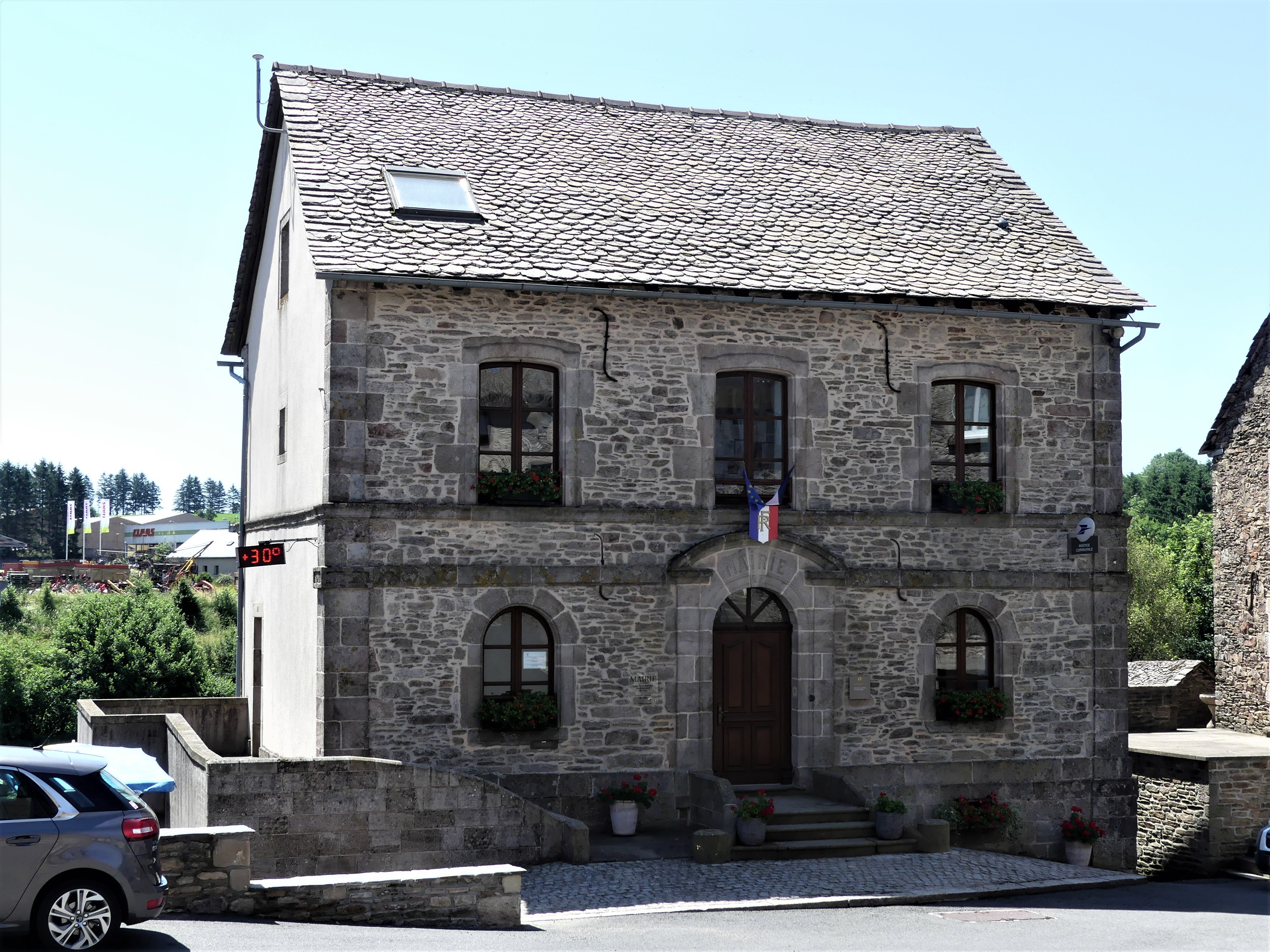
Mairie Curan

- Kirche Saint-Pierre
- Mairie Curan